# Fourreau (axe)
Pour les articles homonymes, voir Fourreau (homonymie).

Coenenchyme des gorgonacea and pennatulacea.

Le fourreau est une partie du coenenchyme qui entoure l'axe des gorgonacea and pennatulacea,

## Description anatomique
Il contient des canaux longitudinaux en sclérite.